# Platypalpus loewi
Platypalpus loewi är en tvåvingeart som beskrevs av Smith 1969. Platypalpus loewi ingår i släktet Platypalpus och familjen puckeldansflugor. Inga underarter finns listade i Catalogue of Life.